# Evangelion: 1.0 You Are (Not) Alone
Evangelion: 1.0 You Are (Not) Alone, i Japan känd som Evangelion Shin Gekijōban: Jo (ヱヴァンゲリヲン新劇場版:序 Evangerion shin gekijōban: jo?), är en japansk animerad film från 2007, som regisserades och skrevs av Hideaki Anno. Den är den första delen i tetralogin Rebuild of Evangelion, som baseras på Annos animerade TV-serie Neon Genesis Evangelion från 1995.
Filmen producerades på, och distribuerades av, Annos animationsstudio Studio Khara i samarbete med hans tidigare studio Gainax. Yoshiyuki Sadamoto designade filmens figur, medan Ikuto Yamashita designade mekaniken i filmen. Storyboarden gjordes av Shinji Higuchi och Tomoki Kyoda.
Filmen handlar om Shinji Ikari, en tonårspojke som blir ombedd att bli pilot för en mecha - en jättelik humanoid robot - som går under namnet "Evangelion Unit-01", för att skydda världen från anfallande övernaturliga varelser som kallas änglar. Handlingen är till stor del en filmatisering av de första sex avsnitten i TV-serien. Många scener är direkt återskapade från TV-serien, medan andra scener utspelar sig annorlunda eller är helt nya. Vissa scener använder också 3D-animationsteknik som inte var tillgänglig när TV-serien producerades. Filmens ledmotiv skrevs och framfördes av Hikaru Utada, medan övrig musik komponerades av Shirō Sagisu som gjorde musiken till originalserien. 
Filmen blev positivt mottagen, och var den fjärde mest inkomstbringande anime-filmen i Japan år 2007, med 2 miljarder yen i intäkter.

## Handling
År 2015, femton år efter den världsomspännande katastrofen "Second Impact" där hälften av världens befolkning omkom, kallas Shinji Ikari till staden Tokyo-3 av sin far Gendo, som är överbefälhavare för organisationen NERV. På väg till NERV blir Shinji fast i korselden mellan FN och den fjärde ängeln, men räddas av överstelöjtnant Misato Katsuragi, som tar honom till NERV:s högkvarter. Gendo pressar Shinji till att bli pilot för Evangelion Unit-01 och att slåss mot ängeln. Till att börja med vägrar Shinji att göra det, men går motvilligt med efter att Gendo hotar att skicka ut Rei Ayanami, en skadad och bandagerad Evangelion-pilot, i strid i hans ställe.
Shinji styr Unit-01 och vinner striden efter att Unit-01 går bärsärk och förgör ängeln. Efter striden flyttar Shinji in hos Misato som hennes nya rumskamrat, och börjar studera på en skola i Tokyo-3. Han försöker komma i ordning med sitt nya liv med Misato och Rei, medan han blir tränad till att försvara Tokyo-3 från de kommande änglarna.
En tid senare anländer den femte ängeln. Två av Shinjis klasskamrater, Toji Suzuhara och Kensuke Aida, smyger sig ut från skyddsrummen för att se vad som händer. Shinji börjar strida mot ängeln, men den knuffar Unit-01 mot ett berg, vilket nästan krossar Toju och Kensuke. Misato låter dem ta skydd i Unit-01:s förarkabin tillsammans med Shinji, och beordrar honom att dra sig tillbaka, men han vägrar och förgör den femte ängeln med Unit-01:s inbyggda kniv. Misato förmanar honom senare för att inte ha lytt henne.
En kort tid senare dyker den sjätte ängeln upp, och försöker borra sig in i NERV:s underjordiska högkvarter. Shinji skickas ut i Unit-01 för att slåss mot ängeln, men den skjuter ut en partikelstråle mot Unit-01, vilket skadar Shinji svårt. En tid senare vaknar Shinji upp från en koma, och vågar inte styra en Evangelion igen. Rei säger att hon ska ta hans plats i uppdraget, och lämnar honom.
Misato tar med sig Shinji till botten av NERV-basen för att ge honom motivation till att fortsätta vara Evangelion-pilot. Hon visar honom där en jättelik vit varelse som är korsfäst; varelsen är den andra ängeln, Lilit. Misato förklarar att änglarnas mål är att nå Lilit, och att om de skulle lyckas få kontakt med henne skulle det utlösa Third Impact, vilket skulle göra slut på allt liv på jorden.
Shinji går med på att slåss mot ängeln tillsammans med Rei, som styr Unit-00. Shinji lyckas förgöra ängeln genom att skjuta den på långt avstånd med ett experimentellt positron-gevär som kräver all elektricitet i hela Japan för att fungera. Rei dör nästan när hon skyddar Shinji när ängeln skjuter tillbaka, men räddas då han kyler ned den skadade Unit-00 i vatten, och sliter ut hennes förarkabin. Shinji gråter över att nästan ha förlorat henne, och Rei, som oftast inte visar några känslor, ler tillsammans med honom.
I epilogen vaknar en pojke vid namn Kaworu Nagisa upp i en av nio likkiste-liknande behållare på månen. Framför honom, omringad av maskiner och byggnadsställningar, finns en jättelik varelse som har på sig en lila sju-ögd ansiktsmask och vita bandage. En svart monolit framträder framför Kaworu, och genom den har han och en person med kodnamnet SEELE 01 en kort, kryptisk konversation. Kaworu tittar ut över jorden, och säger att "den tredje har inte förändrats ett dugg" och att han ser fram emot att få möta Shinji.

## Utgåvor
Den första versionen av filmen, Evangelion: 1.0, visades bara på biografer. Den första hemvideoutgåvan heter Evangelion: 1.01, och den andra, i vilken bland annat nattscener har ljusats upp för att vara tydligare, heter Evangelion: 1.11.

## Fotnoter